# راينر أولريش
راينر أولريش (بالألمانية: Rainer Ulrich) (4 يونيو 1949 بمانهايم في ألمانيا - 9 يناير 2023) هو مدرب كرة قدم ولاعب كرة قدم ألماني في مركز الدفاع. لعب مع نادي كارلسروه ونادي مانهايم ‏.

## وصلات خارجية
- راينر أولريش على موقع قاعدة بيانات كرة القدم.إي يو (الإنجليزية)
- راينر أولريش على موقع بيانات كرة القدم. دي إي (الألمانية)
- راينر أولريش على موقع عالم كرة القدم.نت (الإنجليزية)